# Godless (film)
Pour les articles homonymes, voir Godless.
Pour plus de détails, voir Fiche technique et Distribution.
Godless (Безбог, Bezbog) est un film bulgare réalisé par Ralitza Petrova, sorti en 2016.
Il est présenté en sélection officielle au Festival international du film de Locarno 2016 où il remporte le Léopard d'or et où Irena Ivanova remporte le Léopard pour la meilleure interprétation féminine.

## Fiche technique
- Titre original : Bezbog
- Titre français : Godless
- Réalisation : Ralitza Petrova
- Scénario : Ralitza Petrova
- Pays d'origine : Bulgarie
- Format : Couleurs - 35 mm
- Genre : drame
- Durée : 99 minutes
- Date de sortie :
  -  Suisse : 11 août 2016 (Festival international du film de Locarno 2016)

## Distribution
- Irena Ivanova : Gana
- Ventzislav Konstantinov : Aleko
- Ivan Nalbantov : Yoan
- Dimitar Petkov : le juge
- Alexandr Triffonov : Pavel

## Prix
- 2016 : Léopard d'or et Léopard pour la meilleure interprétation féminine pour Irena Ivanova au Festival international du film de Locarno 2016.